# Siege (Film)
Siege ist ein US-amerikanischer Kurzfilm aus dem Jahr 1940.

## Hintergrund
Der amerikanische Reporter und Filmemacher Julien Bryan hielt sich in Polen auf, als die deutsche Wehrmacht am 1. September 1939 Polen überfiel und damit den Zweiten Weltkrieg auslöste. Als einziger in Polen anwesender Kameramann eines neutralen Landes drehte Bryan einige der ersten Filmaufnahmen dieses Krieges. Der später zusammengestellte Kurzfilm „Siege“ konzentriert sich insbesondere auf die Belagerung von Warschau und zeigt neben Verteidigungsmaßnahmen der Polen vor allem die Folgen deutscher Bombardierungen und Luftangriffe, darunter auch zivile Opfer.

## Auszeichnungen
1941 wurde der Film in der Kategorie Bester Kurzfilm (One-Reel) für den Oscar nominiert.
2006 wurde der Film ins National Film Registry des „National Film Preservation Board“ aufgenommen.

## Hintergrund
Die Premiere hatte die Produktion der RKO Pictures am 12. Februar 1940 in New York.